# ممرض أسنان قانوني
تمريض أسنان في المملكة المتحدة، تعمل ممرضة طب الأسنان المسجلة (RDN) كجزء من فريق طب الأسنان في مجموعة متنوعة من الإعدادات السريرية وغير السريرية. اعتبارًا من 30 يوليو 2008، يجب تسجيل جميع ممرضات الأسنان المؤهلين في المملكة المتحدة لدى المجلس العام لطب الأسنان (GDC) لمواصلة العمل بشكل قانوني ويجب أن يكونوا حاصلين على دبلوم NEBDN الوطني أو مؤهل معترف به آخر. تم وضع ترتيبات «الجد» في الفترة 2006-2008 للسماح لممرضات الأسنان غير المؤهلات بالتسجيل على أساس الخبرة.

## مؤهلات
يتم تحديد أكثر المؤهلات المعترف بها والتي تؤدي إلى التسجيل في مجلس طب الأسنان العام من قبل المجلس العام للأسنان.
تدير مستشفيات الأسنان وكليات التعليم الإضافي دورات دراسية بدوام كامل وبدوام جزئي.
تبدأ نسبة صغيرة من طالبات تمريض الأسنان مسيرتهم المهنية في المستشفى. سوف يحضرون المحاضرات، عادة في مدرسة تمريض الأسنان عدة مرات في الأسبوع. يتم اكتساب خبرتهم العملية من المواضع في عيادات الأخصائيين داخل المستشفى، قبل التأهيل.

## الجمعيات المهنية في المملكة المتحدة

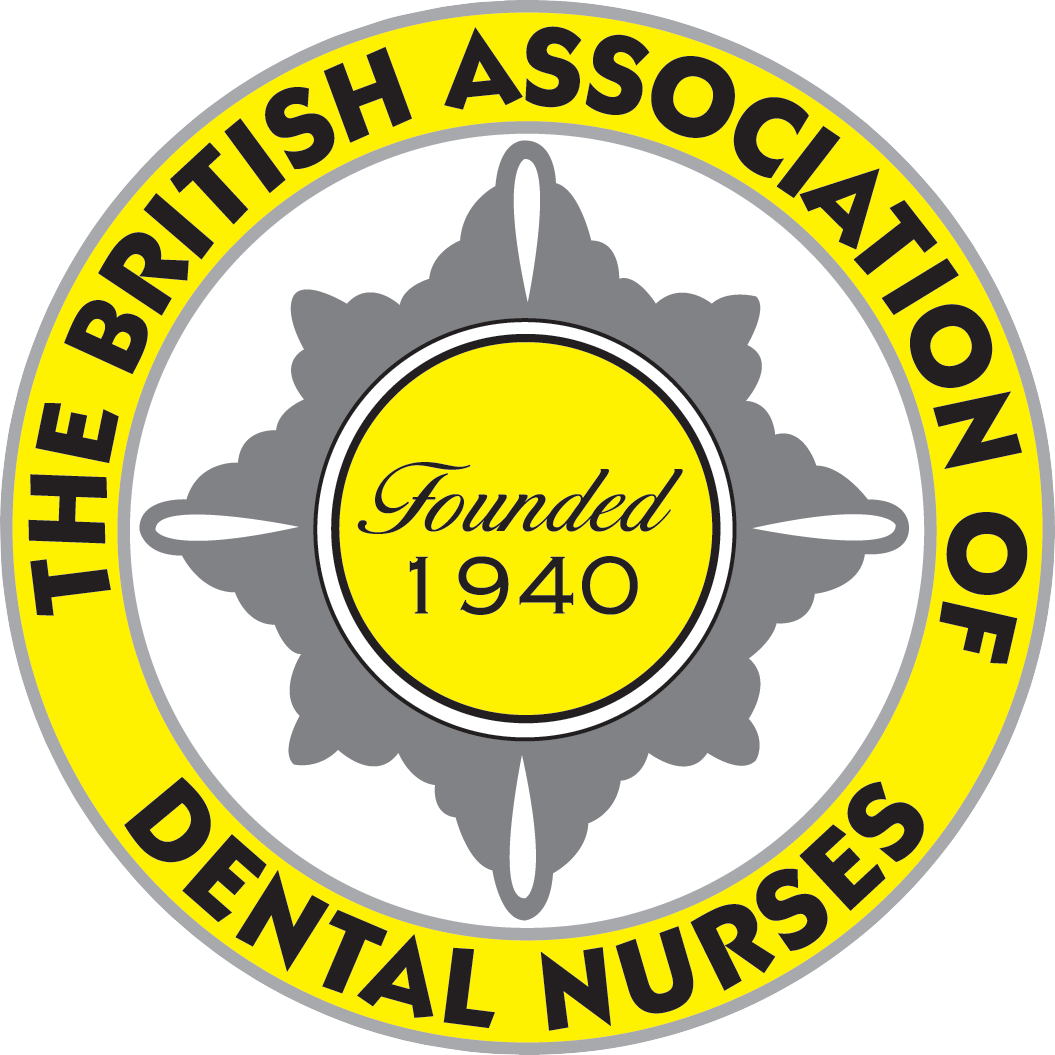

الجمعية البريطانية لممرضات الأسنان هي منظمة مهنية تمثل ممرضات طب الأسنان في المملكة المتحدة - سواء كانوا مؤهلين أو غير مؤهلين، يعملون في الممارسة العامة أو المستشفى أو المجتمع أو القوات المسلحة أو الصناعة أو إدارة التدريب أو الاستقبال. تدعم هذه الجمعية ممرضات الأسنان أنفسهم وتمثل اهتمامات ممرضات الأسنان على جميع المستويات. تتكون اللجنة التنفيذية الجمعية البريطانية لممرضات الأسنان من ممرضات الأسنان الذين ينتخبهم الأعضاء.
يوفر المؤتمر الوطني لتمريض الأسنان، الذي يعقد كل عام فرصة لأعضاء فريق طب الأسنان للقاء زملائهم والتواصل الاجتماعي وتعزيز تعليمهم المهني. يعقد المؤتمر في مكان مختلف كل عام. يحصل أعضاء الجمعية البريطانية لممرضات الأسنان الحاليون على خصم على رسوم تسجيل المؤتمر.
يمكن لأعضاء الجمعية البريطانية لممرضات الأسنان من جميع الفئات الوصول إلى المجلة الفصلية الرقمية "The British Dental Nurses 'Journal". بالإضافة إلى ذلك، يمكن للأعضاء الوصول إلى خط المساعدة القانوني، وكذلك المعلومات والدعم، ومنطقة الأعضاء فقط في موقع الجمعية البريطانية لممرضات الأسنان على الويب، ومجموعة من الخصومات والعروض الخاصة.
تتوفر العضوية الكاملة مع أو بدون تغطية التعويض. تتوفر أيضًا عضوية الطلاب الإلكترونية للممرضين والممرضات في قسم طب الأسنان المعترف بها.